# Tavares (Florida)
Tavares è una città degli Stati Uniti d'America situata in Florida, nella Contea di Lake, della quale è il capoluogo.